# No More „I Love You’s”
No More „I Love You’s” – singel Annie Lennox, wydany w 1995 roku.

## Ogólne informacje
Utwór jest coverem piosenki duetu The Lover Speaks z 1986 roku. Był to pierwszy singel Annie Lennox z płyty Medusa. Stał się on sporym sukcesem, docierając do drugiego miejsca w Wielkiej Brytanii. Jest to największy solowy sukces Lennox na brytyjskiej liście a także najpopularniejsza piosenka Annie Lennox w całej jej solowej karierze.

## Teledysk
Teledysk do piosenki był nominowany do nagrody MTV w kategorii Best Female Video, jednak ostatecznie wygrał wideoklip „Take a Bow” Madonny.

## Pozycje na listach przebojów
| Kraj              | Pozycja |
| ----------------- | ------- |
| Wielka Brytania   | 2       |
| Stany Zjednoczone | 23      |
| Kanada            | 1       |
| Irlandia          | 2       |
| Niemcy            | 27      |
| Austria           | 11      |
| Szwajcaria        | 14      |
| Francja           | 13      |
| Włochy            | 1       |
| Holandia          | 17      |
| Belgia            | 19      |
| Szwecja           | 15      |
| Norwegia          | 12      |
| Polska            | 3       |
| Australia         | 16      |